# Teresa Margolles
Teresa Margolles   (Culiacán, 1963) és una artista conceptual, fotògrafa i videoartista mexicana. Forense de professió, la seva obra es destaca per l'exploració de les causes socials i les conseqüències de la mort. Alguns del temes tractats al llarg de la seva carrera són el dolor, la violència, el maltractament a la dona o la desigualtat social. Entre les seves obres cal destacar Tumba portátil i Vaporización. L'any 1990 fundà el col·lectiu d'artistes SEMEFO (Servei Mèdic Forense).
El principal vector de les seva obra prové de les mateixes morgues, que l'artista transforma en experiències sensorials que provoquen un sentiment de record al públic. Margolles considera especialment destacable com l'activitat a l'interior de les morgues reflecteix la veritat que hi ha a fora. En el cas de Ciutat de Mèxic, Margolles observa que la majoria de víctimes pertanyen a les classes baixes. "Mirant els morts veus la societat".
Ha guanyat el Premi Príncep Claus dels Països Baixos i el Premi Artes Mundi d'art contemporani. Ha exposat entre d'altres a la Tate o la Biennal de Venècia, on va representar Mèxic amb l'obra 37 bodies que commemoren les víctimes d'assassinats.